# Annual Reviews
Annual Reviews est un éditeur scientifique à but non lucratif basé à Palo Alto (Californie), aux États-Unis. La maison d'édition publie 41 séries d'articles de revue de disciplines scientifiques. Chaque série regroupe de 12 à 40 articles couvrant la plupart des publications d'importance des années précédentes liées aux sujets spécifiques. 

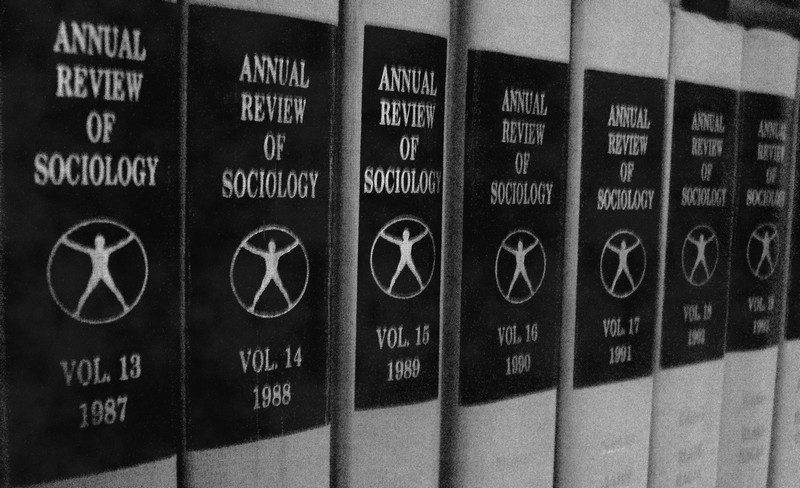
The Annual Review of Sociology, l'une des 41 séries dAnnual Reviews.

Les ouvrages publiés par Annual Reviews cumulent des articles rédigés par des experts et sont utilisés notamment en enseignement et en recherche. Ils possèdent généralement un grand facteur d'impact.
Chaque série est disponible sous format papier dans un volume réunissant les articles d'une année donnée, et/ou sous format électronique (en). 

## Histoire
En 1932, la maison d'édition publie sa première série : Annual Review of Biochemistry. Les séries additionnelles se sont ajoutées tranquillement au cours des années.
Depuis 1996, toutes les séries d'Annual Review sont disponibles en ligne. Depuis 2004, la plupart d'entre elles sont illustrées en couleur.

## Liste des séries
Voici une liste des séries publiées par Annual Review en 2013. Les années entre parenthèses indiquent l'année de la première publication : 
A
- Annual Review of Analytical Chemistry (en) (2008)
- Annual Review of Animal Biosciences (2013)
- Annual Review of Anthropology (en) (1972)
- Annual Review of Astronomy and Astrophysics (1963)

B
- Annual Review of Biochemistry (en) (1932)
- Annual Review of Biomedical Engineering (en) (1999)
- Annual Review of Biophysics (en) (anciennement Biophysics and Biomolecular Structure) (1972)

C
- Annual Review of Cell and Developmental Biology (en) (1985)
- Annual Review of Chemical and Biomolecular Engineering (en) (2010)
- Annual Review of Clinical Psychology (en) (2005)
- Annual Review of Computer Science (1986–1990)
- Annual Review of Condensed Matter Physics (en) (2010)

E
- Annual Review of Earth and Planetary Sciences (1973)
- Annual Review of Ecology, Evolution, and Systematics (en) (anciennement Ecology and Systematics) (1970)
- Annual Review of Economics (en) (2009)
- Annual Review of Entomology (1956)
- Annual Review of Environment and Resources (en) (anciennement Energy and the Environment) (1976)

F
- Annual Review of Financial Economics (2009)
- Annual Review of Fluid Mechanics (1969)
- Annual Review of Food Science and Technology (2010)

G
- Annual Review of Genetics (1967)
- Annual Review of Genomics and Human Genetics (2000)

I
- Annual Review of Immunology (1983)

L
- Annual Review of Law and Social Science (2005)

M
- Annual Review of Marine Science (2009)
- Annual Review of Materials Research (1971)
- Annual Review of Medicine (1950)
- Annual Review of Microbiology (1947)

N
- Annual Review of Neuroscience (1978)
- Annual Review of Nuclear and Particle Science (1952)
- Annual Review of Nutrition (1981)

O
- Annual Review of Organizational Psychology and Organizational Behavior (2014)

P
- Annual Review of Pathology: Mechanisms of Disease (2006)
- Annual Review of Pharmacology and Toxicology (1961)
- Annual Review of Physical Chemistry (1950)
- Annual Review of Physiology (1939)
- Annual Review of Phytopathology (1963)
- Annual Review of Plant Biology (en) (anciennement Plant Physiology and Plant Molecular Biology) (1950)
- Annual Review of Political Science (1998)
- Annual Review of Psychology (1950)
- Annual Review of Public Health (1980)

R
- Annual Review of Resource Economics (en) (2009)

S
- Annual Review of Sociology (en) (1975)
- Annual Review of Statistics (2014)

V
- Annual Review of Virology (2014)